# Jacques Quétif
Jacques Quétif (1618 Paříž – 1698) byl francouzský historik a dominikán.
Do řádu vstoupil v 17 letech, studoval filozofii v Paříži a teologii v Bordeaux. Roku 1652 se stal knihovníkem v dominikánském klášteře v rue Saint-Honoré. Udržoval přátelské vztahy s kancléřem Séguierem, který mu svěřil vlastní knihovnu i výběr knih. Byl považován za odborníka na kanonické právo a často žádán ke konzultacím. Pro znalost latiny jej představení zvolili za kronikáře řádu. Jeho dílo bylo posmrtně doplněno Échardem a vydáno pod názvem Scriptores ordinis praedicatorum recensiti notis historicis et criticis illustrati auctoribus.